# Mesotype albofasciata
Mesotype albofasciata är en fjärilsart som beskrevs av Edward Alfred Cockayne 1952. Mesotype albofasciata ingår i släktet Mesotype och familjen mätare. Inga underarter finns listade i Catalogue of Life.